# General armade (ZDA)
General armade (angleško General of the Army; kratica: GA) je pet-zvezdni generalski čin in drugi najvišji možni vojaški čin v Kopenski vojski ZDA; višji čin general armad obstaja, a je bil podeljen le dvakrat v celotni zgodovini. General armade je nadrejen činu generala in je enakovreden flotnemu admiralu in generalu vojnega letalstva; v ostalih uniformiranih službah (Korpus mornariške pehote ZDA, Obalna straža ZDA, PHSCC in NOAA Corps) ni enakovrednega čina. 
General armade je izključno vojni čin in danes nihče nima tega čina v Kopenski vojski ZDA.

## Zgodovina
25. julija 1866 je Kongres ZDA ustanovil čin generala armade ZDA in ga podelil generalu Grantu; takrat so čin označevale le štiri zvezdice. Kongres je hkrati tudi predpisal, da lahko čin istočasno ima le ena oseba. 
Potem, ko je Grant postal predsednik ZDA, je 4. marca 1869 čin generala armade bil podeljen Shermanu; le-ta je leta 1872 zamenjal oznako. Sedaj je imela le dve zvezdici, vmes pa je bil grb ZDA.
1. junija 1888 je bil čin podeljen Sheridanu, ki je ponovno spremenil oznako, tokrat v štiri zvezdice. Po njegovi smrti 5. avgusta 1888 je čin prenehal obstajati.
Čin je bil ponovno ustanovljen 14. decembra 1944 z javnim zakonom 78-482, prvotno kot začasni čin, ki pa ga je nato 23. marca 1946 79. kongres ZDA spremenil v stalni čin. Ustanovljen je bil z namenom, da bi bili najvišji ameriški poveljniki v činu enakovredni britanskim feldmaršalom. Z obema zakonoma so ustanovili tudi enakovredni čin flotnega admirala. Ta drugi čin tako v svoji pomembnosti ni enakovreden činu iz ameriške državljanske vojne.
Z ustanovitvijo čina so tudi uvedli novo oznako; tokrat je čin imel pet zvezdic v pentagonalni razporeditvi, pri čemer se kraki zvezdic dotikajo. Za zasluge med drugo svetovno vojno je bil čin podeljen petih generalov:
| • | George Marshall         | 16. december 1944  |
| • | Douglas MacArthur       | 18. december 1944  |
| • | Dwight David Eisenhower | 20. december 1944  |
| • | Henry H. Arnold         | 21. december 1944  |
| • | Omar Nelson Bradley     | 22. september 1950 |

Kopenska vojska ZDA ni uvedla čina feldmaršala, saj so ZDA tradicionalno uporabljale naziv maršala za visoke policijske častnike (npr. Maršalska služba ZDA). Prav tako bi zaradi priimka enega visokega častnika prišlo do zapleta, ko bi bil njegov naziv Field Marshal Marshall.
31. maja 1952 se je Dwight Eisenhower odpovedal svojemu činu, ko je pričel kandidirati za predsednika ZDA. Po dveh predsedniških mandatih ga je njegov naslednik, John F. Kennedy, 23. marca 1961 ponovno povišal v čin generala armade z retroaktivnostjo decembra 1944. Oznaka generala armade se danes uporablja tudi za oznako meddržavnih avtocest, ki so nastale v času Eisenhowerjevega meddržavnega sistema.
Henry H. Arnold je bil načelnik štaba Zračnih sil Kopenske vojske ZDA, ko je bil povišan v generala armade. Potem, ko je bilo 18. septembra 1947 ustanovljeno Vojno letalstvo ZDA, je Arnold postal prvi in do sedaj edini general vojnega letalstva ter edina oseba, ki je dosegla pet-zvezdni čin v dveh vejah oboroženih sil ZDA.
Od Bradleyjevega napredovanja nihče ni bil več povišan v ta čin.